# Andrea Oelschlaeger
Andrea Oelschlaeger (* 11. April 1965 in Hamburg) ist eine deutsche Steuerberaterin und Politikerin (AfD Hamburg) und war von März 2015 bis März 2020 Mitglied der 21. Hamburgischen Bürgerschaft.

## Leben
Nach dem Abitur in Hamburg durchlief Oelschlaeger zuerst eine Ausbildung zur Gehilfin in steuer- und wirtschaftsberatenden Berufen. Von 1988 bis 1993 studierte sie Betriebswirtschaftslehre an der Universität Hamburg. 1997 legte sie die Steuerberaterprüfung ab und arbeitet seitdem als selbständige Steuerberaterin in Hamburg.

## Politisches Engagement
Oelschlaeger ist seit 2013 Mitglied der Alternative für Deutschland. Bei der Bürgerschaftswahl in Hamburg 2015 wurde sie in die Hamburgische Bürgerschaft gewählt. Innerhalb des ersten Jahres bei ihrer Fraktion meldete sich Andrea Oelschlaeger nur einmal in einer Ausschusssitzung, wie eine Untersuchung auf Grundlage der öffentlichen Sitzungsprotokolle ergab. Der 2020 gewählten Bürgerschaft gehört sie nicht mehr an.